# Stanjemonium fuscescens
Stanjemonium fuscescens är en svampart som beskrevs av W. Gams, Schroers & Abdullah 1999. Stanjemonium fuscescens ingår i släktet Stanjemonium och familjen Bionectriaceae.   Inga underarter finns listade i Catalogue of Life.